# فيتوريو موسوليني
فيتوريو موسوليني (27 سبتمبر 1916 - 12 يونيو 1997) كان ناقدًا ومنتجًا سينمائيًا إيطاليًا. كان الطفل الثاني لرئيس وزراء إيطاليا بينيتو موسوليني. ومع ذلك، كان أول ابن معترف به رسميًا لموسوليني، من زوجته الثانية راشيل؛ أخاه الأكبر غير الشقيق، بينيتو ألبينو دالسر، لم يعترف به نظام موسوليني الفاشي رسميًا.
ألف كتابًا عن النساء في حياة والده، نشر في 1973، كان بعنوان موسوليني: النساء المأساويين في حياته.
توفي في عيادة في روما بعمر 80، في 12 يونيو 1997، بعد صراع مع المرض.